# Hajji Dunya Gul Niazi Jamia Masjid
Hajji Dunya Gul Niazi Jamia Masjid is een moskee in de stad Mihtarlam in het oosten van Afghanistan.
In 2017 zijn de bouwwerkzaamheden aan twee moskeeën gestart. De tweede moskee is in 2021 geopend en heeft een capaciteit van 2.000 gelovigen tegelijk. De moskee van twee verdiepingen omvat een trainingscentrum voor islamitische wetenschappen.